# Kanaraj (rejon abański)
Kanaraj (ros. Канарай) – wieś (dieriewnia) w Rosji, w Kraju Krasnojarskim, w rejonie abańskim. W 2010 liczyła 134 mieszkańców.